# Embolotherium
Genre
Espèces de rang inférieur
- † E. andrewsi, Osborn 1929
- † E. grangeri, Osborn 1929
- † E. loucksii, Osborn 1929

Embolotherium est un genre fossile de périssodactyles rattaché à la famille des Brontotheriidae qui a vécu en Mongolie intérieure et extérieure au cours de l'Éocène.

## Description
C'était un mammifère végétarien, d'une grande taille, en moyenne 2,5 mètres de haut, et pouvant peser jusqu'à 5 tonnes. Il ressemblait aux rhinocéros actuels, mais l'excroissance sur son museau n'était pas une corne mais une structure osseuse recouverte de peau et donc plus fragile qu'une corne de rhinocéros. 